# Ofelia Cano
Ofelia Cano (San Ignacio, 16 de maio de 1959) é uma atriz mexicana.

## Carreira

### Televisão
- Bodas de odio (1983) - Nadia (Televisa)
- La traición (1983-1984) - Gilda (Televisa)
- De pura sangre (1985-1986) - Carmelita (Televisa)
- Seducción (1986) - Gaby (Televisa)
- Pobre señorita Limantour (1987) - Regina Limantour (Televisa)[2]
- Confidente de secundaria (1996) - Adriana (Televisa)
- Mujer, casos de la vida real (1997-2006) (Televisa)
- Carita de ángel (2000) (Televisa)
- El juego de la vida (2001-2002) - Eugenia Robles (Televisa)
- Entre el amor y el odio (2001-2002) - Rebeca (Televisa)
- La otra (2002) - Diana (Televisa)
- Rubí (2004-2005) - Victoria Gallegos (Televisa)
- La fuerza del amor (2006-2007) (Venevisión)
- Acorralada (2007) - Yolanda Alarcón (Venevisión)
- Mañana es para siempre (2008-2009) - Dolores "Dolly" de Astorga (Televisa)
- Chicos de ciudad (2013) - Gabriela Velarde de Greco (Telefé)
- La rosa de Guadalupe (2008)

### Teatro
- La lagartija, Guadalajara (1989)
- La marcha, Guadalajara (1989)
- Broma mortal Guadalajara (1990)
- Los buenos manejos, Guadalajara (1990)
- El maga de oz, Guadalajara (1991)
- Mariposa sin alas, Guadalajara (1992)
- Peter Pan, Guadalajara (1992)
- La cenicienta, Guadalajara (1992)
- Lluvia en el corazón, Guadalajara (1993)
- La Bella y la Bestia, Guadalajara (1993)
- Homenaje a [[Hugo Argüelles Guadalajara (1994)
- Bodas de sangre Guadalajara (1994)
- [[Lo que vio el mayordomo Guadalajara (1994-1995)
- El mago de oz. México, D.F. (1996-1997)
- El jitomatazo (Comedia), Guadalajara (2003)
- Mundo real, Guadalajara (2004)
- El Quijote y sus andanzas Guadalajara (2008)

## Prêmios e indicações

### Prêmio TVyNovelas
| Ano  | Categoria                 | Telenovela     | Resultado |
| ---- | ------------------------- | -------------- | --------- |
| 1986 | Melhor revelação feminina | De pura sangre | Ganhadora |